# COVID-19 в Монголии
Пандемия COVID-19 была подтверждена в Монголии, когда её первый случай был подтверждён у французского мужчины, который путешествовал из Москвы в Дорноговь 10 марта 2020 года.

## Предыстория
12 января 2020 года Всемирная организация здравоохранения (ВОЗ) подтвердила, что новый коронавирус был причиной респираторного заболевания в группе людей в городе Ухань, провинция Хубэй, Китай, о чём было сообщено ВОЗ 31 декабря 2019 года.
Коэффициент летальности в случае COVID-19 был значительно ниже, чем в случае атипичной пневмонии, но передача инфекции была значительно выше, причём общее число погибших было значительным.

## Хронология

### Завезённые случаи
10 марта 2020 года заместитель премьер-министра Улзийсайханы Энхтувшин объявил, что гражданин Франции, прибывший в Улан-Батор рейсом из Москвы, стал первым подтверждённым случаем заболевания коронавирусом в стране.
У пациента, 57-летнего мужчины, впервые проявились признаки лихорадки 7 марта. Первичные тесты подтвердили, что у пациента был положительный результат на коронавирус, и пациенту было предложено самоизолироваться в Дорногови. Несмотря на это, пациент проигнорировал рекомендацию и нарушил свою изоляцию. Точно так же два близких контакта пациента покинули Дорноговь, несмотря на рекомендации чиновников здравоохранения остаться в аймаке. Государственная комиссия по чрезвычайным ситуациям заявила, что эти двое будут нести юридическую ответственность за свои действия. Более 120 человек, имевших тесный контакт с пациентом, были помещены на карантин, а более 500 человек с непрямым контактом находятся под медицинским наблюдением.
Правительство объявило о различных мерах по борьбе с этой вспышкой болезни. Они включают в себя закрытие воздушного и сухопутного пограничного перехода между Китаем и Монголией с 27 января до дальнейшего уведомления и приостановление всех международных рейсов и пассажирских поездов до 30 апреля. Все публичные мероприятия, включая конференции, спортивные состязания и фестивали, были отменены по всей стране, а все учебные заведения должны оставаться закрытыми до 30 апреля. Гражданам запрещается выезжать в страны, пострадавшие от вспышки заболевания, и все путешественники оттуда подвергаются 14-дневному карантину. Любые лица, уличённые во лжи о своей истории путешествий и медицинской информации на границах, подлежат наказанию.
После того как специальные транзитные самолёты начали эвакуировать тех, кто считается "уязвимым" для этой болезни, с европейских территорий, Японии и Кореи, ещё три человека были зарегистрированы как инфицированные COVID-19 21 марта. Один из случаев заболевания является тяжёлым и девять человек в непосредственной близости от него были изолированы.
27 марта 2020 года ещё один человек, находившийся в изоляции, получил положительный результат теста на коронавирус, в результате чего общее число импортированных случаев заболевания достигло 11. Этот человек был одним из 221 человека, прошедших тестирование после того, как были немедленно изолированы при высадке с чартерного рейса Стамбул - Улан-Батор, одобренного Национальной комиссией по чрезвычайным ситуациям.
27 марта Фонд Оном выразил протест по поводу того, что в Монголии имеется только 160 аппаратов ИВЛ (1 на 20 000 по сравнению с 1 на 2000 в Америке), и что завоз новых случаев будет создавать чрезмерную нагрузку на и без того напряжённую систему здравоохранения Монголии.

### Эвакуация и выпуск эвакуированных в общество
27 марта Национальная комиссия по чрезвычайным ситуациям уведомила общественность о том, что время изоляции эвакуированных в Монголию (в количестве 1000 человек), доставленных на чартерных рейсах, будет продлено на 7 дней в дополнение к первоначальным 14 дням. Питание и питание за дополнительные 7 дней на сумму 500 млн. тугриков (180 тыс. долларов США) будут оплачиваться правительством, и теперь каждый человек будет размещён в отдельной комнате. Это означает, что 2–3 апреля будет выпущено 1000 эвакуированных среди населения (в Улан-Баторе). По словам заместителя директора Национального агентства по чрезвычайным ситуациям Б. Ууганбаяра, им будет рекомендовано изолировать себя дома еще на 14 дней. Соответствующие договорённости будут приняты. На их дверях будет размещено уведомление, указывающее на присутствие изолированного человека, и соседям будет рекомендовано следить за ними. Следующие чартерные рейсы были соответственно отменены и состоятся 2 апреля (Улан-Батор — Сеул — Улан-Батор) и 3 апреля (Улан-Батор — Токио — Улан-Батор).

### Массовая вакцинация
23 февраля 2021 года в Монголии началась массовая вакцинация от коронавируса. К этому времени число заразившихся в стране достигло 2444 человек.

## Статистика

### Графики
Графики основаны на ежедневно обновляемой информации от Министерства здравоохранения Монголии, сообщаемой в средствах массовой информации:
Новые случаи и смерти по дням